# Nawra (województwo warmińsko-mazurskie)
Nawra – wieś w Polsce położona w województwie warmińsko-mazurskim, w powiecie nowomiejskim, w gminie Nowe Miasto Lubawskie.
| SIMC    | Nazwa                   | Rodzaj    |
| ------- | ----------------------- | --------- |
| 1045677 | Egipt                   | część wsi |
| 0847216 | Mała Nawra              | część wsi |
| 0847222 | Pręgowizna              | część wsi |
| 1046091 | Wybudowanie Nawrzańskie | część wsi |

W latach 1975–1998 miejscowość położona była w województwie toruńskim.
Nawra leży na Drodze św. Jakuba, jednym z najważniejszych chrześcijańskich szlaków pielgrzymkowych na świecie, prowadzącym do Santiago de Compostella w Hiszpanii. Przez Nawrę biegnie 17. etap szlaku Camino Polaco, jednego ze szlaków Drogi św. Jakuba w Polsce.